# Aubert Côté
Aubert Côté (Beaumont, Quebec, 22 de març de 1881 - Provo, Utah, 27 de maig de 1938) va ser un lluitador canadenc que va competir a principis del segle xx.
El 1908 va disputar els Jocs Olímpics de Londres, on guanyà la medalla de bronze de la categoria del pes gall de lluita lliure, després de perdre en semifinals contra George Mehnert i guanyar en el combat per la tercera posició a Frederick Tomkins.
El 1906 havia guanyat el campionat canadenc i d'Amèrica del Nord del pes gall, però l'any següent va perdre el títol continental contra Henry Gaudette. Després dels Jocs Olímpics es traslladà als Estats Units, primer a Montana, on es proclamà campió de la categoria de les 125 lliures, i més tard a Utah, on fou professor de lluita a la Universitat Brigham Young fins a la seva mort.